# François Hüe (ornithologue)
Pour les articles homonymes, voir Hue.
François Hüe, né à Béziers le 19 décembre 1905 et mort à Villejuif le 23 janvier 1972,. Ornithologue, défenseur de la nature et l'environnement, il a activement participé à la protection de grands sites naturels du Languedoc-Roussillon.

## Ornithologue
Après ses études à Paris, il devient chercheur attiré par l'entomologie. À partir de 1937, l'ornithologie occupe l'essentiel de ses études.
Après plusieurs voyages pour découvrir différents types d'oiseaux dans leurs milieux naturels, François Hüe publie en collaboration avec Robert-Daniel Etchécopar Les oiseaux du Nord de l'Amérique, Les oiseaux du Proche et Moyen-Orient, Les oiseaux de Chine, de Corée et de Mongolie
En 1956, l'UNESCO publie une étude importante sur l'avifaune de la région arabo-saharienne, réalisée par François Hüe et Robert-Daniel Etchecopar. Attaché au Laboratoire d'ornithologie du Muséum national d'histoire naturelle à Paris, il est membre de la Société Ornithologique de France et de la Société d'Études Ornithologiques. Il poursuit des études sur l'avifaune.

## Défenseur de la Nature et de l'Environnement
Président dans les années 1960 de la Société nationale de protection de la nature ainsi que de la Société de la protection de la nature du Languedoc-Roussillon, il rassembla plusieurs organisations défendant la nature pour fonder en 1968 la Fédération française des sociétés de protection de la nature, dont il fut le 1er président. Cette fédération devint en 1990 France nature environnement.
François Hüe œuvra aussi à la protection de la Camargue; en mai 1969 il fut le 1er Président du Parc naturel régional de Camargue, créé officiellement l'année suivante. 
Le 21 janvier 1972, quelques jours avant sa mort, parait son dernier article dans la revue de la Société Nationale de Protection de la Nature - Courrier de la Nature sous le titre "Camargue protégée". Il y écrit "il ne suffit plus d'unir nos forces. Les hommes passeront, le Rhône changera peut-être encore de lit, mais cette terre de lumière doit conserver ses lagunes, ses terres sauvages, ses chevaux, ses taureaux, ses flamants..."
Dans la revue Touring-Club de France, avant-gardiste, il émet le vœu que les Français "s'intéressent non pas seulement par sursauts, par impulsions désordonnées au problème de la pollution, en cas de crise, lorsque se présente un scandale exemplaire comme le massacre de bébés phoques, mais de façon suivie, quotidienne, aux problèmes de la nature et de l'environnement." 
C'est en se rendant à Orly pour prendre un avion vers le Languedoc, pour défendre une nouvelle fois la Camargue que François Hüe perdit la vie dans un accident de voiture.
Toujours dans le Languedoc, aux limites de l'Hérault et du Tarn il fédéra plus de 15 communes, en mettant en avant la très grande variété des paysages, la qualité des forêts et des espèces animales, en vue de créer le parc naturel régional du Haut-Languedoc, son action ayant abouti quelques mois après sa mort.

## Défenseur des Arts et du Patrimoine
À 20 ans, François Hüe publie un recueil de poèmes Le voyageur sédentaire. À Paris, durant ses études, il fréquente les milieux littéraires, le Théâtre français, il écrit et il exploite les accents timbrés de sa voix pour dire du Baudelaire, Verlaine ou Racine.
Initié à la musique par ses parents, les portes de la Grange-des-Prés, sa demeure à Pézenas, s'ouvrirent aux musiciens, aux artistes, aux chercheurs. Dans le voyageur sédentaire, il écrivit « ... Si jamais nous donnons une rime légère, qu'elle évoque le jour où vous avez Conti, ouvert vos grilles d'or au rire de Molière ». Son ami Olivier Messiaen y a harmonisé les chants d'oiseaux de ses œuvres bucoliques.
Il présida l'association Les Amis de Pézenas de 1963 jusqu'à sa mort, au moment où la ville fut classée secteur sauvegardé. En hommage à ses nombreuses actions pour préserver la cité et la mettre en valeur, une avenue de Pézenas porte son nom.